# Jekatěrina Ivanovna Zarina
Jekatěrina Ivanovna Zarina (rusky Екатерина Ивановна Зарина, 1. října 1837, Anapa – 25. ledna 1940, Puškin) byla ruská spisovatelka.

## Život
Dlouho žila v Serdobsku a ve vesnici Pjaša. Studovala ve šlechtickém penzionátě v Penze. V roce 1859 se přestěhovala do Petrohradu. Svoji literární činnost začala v Někrasovových novinách Sovremennik: v prosinci 1863 vyšla její první práce, příběh Domácí mazlíčci, který byl publikován anonymně. Spolupracovala s periodiky Rus a Ruský poutník. Je autorkou mnoha příběhů a her. Jedno z nejvýznamnějších děl je román Nikolaj Bronskij. V pozdním věku napsala paměti, které mají téměř 900 stran ručně psaného textu a jsou stále nepublikované. Více než půl století byla blízká literárním kruhům v Petrohradu. Zejména se opakovaně setkávala s vydavatelem Andrejem Alexandrovičem Krajevským.
Byla provdána za Jefima Fjodoroviče Zarina, literárního kritika, básníka a překladatele. Jejími syny byli spisovatelé Andrej Jefimovič Zarin (1862–1929), Fjodor Jefimovič Zarin (1870–1935) a Sergej Jefimovič Zarin, architekt.